# Anarchizm bezprzymiotnikowy
Anarchizm bezprzymiotnikowy – termin, który „odnosi się do ujednoliconej formy anarchizmu, czyli doktryny bez żadnych szczegółowych określeń, takich jak komunistyczny, kolektywistyczny czy indywidualistyczny. Według innych (...) to po prostu postawa akceptująca współistnienie różnych szkół anarchistycznych”.

## Historia
Autorem pojęcia (hiszp. „anarquismo sin adjetivos”) był urodzony na Kubie Fernando Tarrida del Mármol, który po raz pierwszy użył go w listopadzie 1889 r. w Barcelonie. Swoje zastrzeżenia kierował pod adresem komunistycznych i kolektywistycznych anarchistów hiszpańskich, którzy spierali się wówczas o zalety obydwu teorii. „Bezprzymiotnikowy anarchizm” był próbą wprowadzenia większej tolerancji pomiędzy różnymi kierunkami anarchistycznymi i podkreślał fakt, że anarchiści nie powinni nikomu narzucać wcześniej obmyślonego planu funkcjonowania gospodarki – nawet w teorii. Poglądy ekonomiczne anarchistów powinny mieć „drugorzędne znaczenie” wobec obalenia kapitalizmu i państwa, a swobodne eksperymentowanie winno stać się jedyną regułą wolnego społeczeństwa.
Podczas gdy w Hiszpanii trwał spór pomiędzy anarchokolektywistami a anarchokomunistami, w USA podobnie było z anarchokolektywistami i anarchoindywidualistami. Analogiczne próby pogodzenia tych ruchów podjęli anarchiści czy anarchistki w rodzaju Voltairine de Cleyre.
Stanowisko teoretyczne znane jako bezprzymiotnikowy anarchizm było więc jednym z produktów ubocznych szeroko zakrojonych dyskusji w obrębie samego ruchu anarchistycznego. Korzenie sporu tkwią w przemianach anarchokomunizmu po śmierci Bakunina w 1876 r. Pomiędzy anarchokolektywizmem i anarchokomunizmem było wiele podobieństw (o czym można się przekonać czytając słynną pracę Jamesa Guillaume O budowaniu nowego porządku społecznego), kolektywiści w istocie uważali, że ich system ekonomiczny będzie ewoluował w kierunku wolnego komunizmu), ale komunistyczni anarchiści rozwinęli, pogłębili i wzbogacili dzieło Bakunina, tak samo jak Michaił Bakunin rozwinął, pogłębił i wzbogacił dzieło Proudhona.